# Saira Banu
Saira Banu (en hindi: साइरा बानु, en urdu: سائرہ بانو‎, nació el 23 de agosto de 1944), también conocida como Saira Bano, es una actriz india de Bollywood, cantante y la esposa del actor de cine Dilip Kumar. Actuó en muchas películas de Bollywood entre 1960 y 1980.

## Primeros años
Saira Banu nació en el estado de Uttarakhand (India). Es nieta de Chamiyan Bai, una cortesana también conocida como Shamshad Begum de Delhi (no confundir con la famosa cantante de reproducción de antaño Shamshad Begum, que era de Amritsar, Punjab). Su padre fue el productor de cine Mian Ehsan-ul-Haq, quien produjo la película Phool en Bombay y Wadah en Pakistán. Había pasado una parte significativa de su infancia en Londres, y fue a una escuela privada. Ella era una actriz en su escuela, ganando muchos premios y trayendo laureles a sus padres. El nombre de su madre era Naseem Banu.

## Carrera
Saira Banu tenía 16 años de edad, en 1960, cuando hizo su debut en el cine de Bollywood. Ella dijo en el show, que no tenía talento y sin experiencia en el baile. Sus compañeros fueron entrenados clásicamente, razón por la cual no fue puesta en la liga superior.

## Vida personal
Banu se casó con el actor Dilip Kumar en 1966. Se rumorea que tuvo un romance con el actor Rajendar Kumar y que, debido a algunas razones por las que se casó con Yusuf Khan, Tenía 22 años y 44 años en el sus respectivos matrimonios.

## Filmografía
- Faisla (1988)
- Duniya (1984)
- Kala Aadmi (1978)
- Hera Pheri(1976)
- Nehle Pe Dehla
- Chaitali (1975)
- Zameer (1974)
- Pocket Maar (1974)
- Sagina Mahato (1970)
- Bairaag(1976)
- Jwar Bhata(1974)
- Resham Ki Dori (1973)
- International Crook (1973)
- Victoria No. 203 (1972)
- Saazish (1975)
- Purab Aur Paschim (1971)
- Gopi (1970) con Dilip Kumar
- Aadmi Aur Insaan (1969)
- Jhuk Gaya Aasmaan (1968)
- Padosan (1968)
- Aman (1967)
- Diwana (1967)
- Shagird (1967)
- Pyar Mohabbat (1966)
- Yeh Zindagi Kitni Haseen Hai (1966)
- Saaz aur awaaz (1966)
- April Fool (1964) ... Madhu/Rita Christina
- Ayee Milan Ki Bela (1964) ... Barkha Choudhry
- Door Ki Awaaz (1964)
- Bluff Master (1963) ... Seema
- Shaadi  (1962)
- Junglee( 1961) ... Rajkumari 'Raj'